# Габія червоногорла
Габія червоногорла (Habia fuscicauda) — вид горобцеподібних птахів родини кардиналових (Cardinalidae).

## Поширення
Вид поширений на півдні Мексики, у Центральній Америці та на півночі Колумбії. Населяє підліски високих листяних лісів.

## Опис
Дрібний птах, завдовжки від 17 до 20 см. У самця оперення темно-червоне. Він яскраво-червону пляму на маківці, але не дуже помітну. Горло і груди також яскраво-червоні. Самиця коричнева з вохристою черевною частиною, а горло жовте. Вона не має характерної для самця червоної плями на тімені. Обидві статі мають коричневі ноги і чорні дзьоб і очі.

## Спосіб життя
Харчується комахами і фруктами. Зазвичай вони харчуються високо на деревах або ловлять комах у польоті.

## Підвиди
Таксон включає шість підвидів:
- H. f. salvini (von Berlepsch, 1883): від східної Мексики до Сальвадору.
- H. f. insularis (Salvin, 1888): на півострові Юкатан (південно-східна Мексика) і півночі Гватемали.
- H. f. discolor (Ridgway, 1901): в північно-східній, центральній та східній частині Нікарагуа.
- H. f. fuscicauda (Cabanis, 1861): від південної Нікарагуа до західної Панами.
- H. f. willisi Parkes, 1969: в центральній частині Панами.[4]
- H. f. erythrolaema (Sclater, PL, 1862): в північній частині Колумбії.